# Горная улица (Пушкин)
Го́рная у́лица — улица в городе Пушкине (Пушкинский район Санкт-Петербурга). Проходит от Садовой улицы до Овражной улицы в Гуммолосарах.
Улица появилась не позднее 1942 года, когда была запечатлена на немецкой аэрофотосъемке.
Название дано в связи с тем, что улица проходит по вершине высокого берега Тярлевского ручья. Тему продолжает примыкающая Овражная улица.
Много лет при въезде на Горную улицу с Садовой стоит шлагбаум. Он оказался самовольным, и в 2016 году власти пообещали его убрать. Демонтаж состоялся весной 2017 года.